# Club Deportivo Idoya
El Club Deportivo Idoya es un club de fútbol de España de la localidad de Oteiza de la Solana en Navarra. Ha competido 10 temporadas en el grupo XV de la Tercera División española. Actualmente milita en la Primera Autonómica de Navarra.

## Historia
Fundado en 1947, es un clásico del fútbol regional en Navarra.

Asciende a la 3.ª División por primera vez en 1999/2000. Diversos ascensos y descensos le condicionan como equipo ascensor. Consigue su mejor puesto en la temporada 2016/2017 al quedar 8.º en la clasificación del grupo navarro de Tercera División en la que ha conseguido jugar 10 temporadas en total.

### Temporadas en Tercera División
| Temporada      | División   | Puesto |
| -------------- | ---------- | ------ |
| De 1947 a 1999 | Regional   | —      |
| 1999/00        | 3.ª        | 15.º   |
| 2000/01        | 3.ª        | 17.º   |
| 2001/02        | 3.ª        | 19.º   |
| De 2002 a 2007 | Regional   | —      |
| 2007/08        | 3.ª        | 17.º   |
| 2008/09        | 3.ª        | 18.º   |
| 2009/10        | Reg. Pref. | 1.º    |
| 2010/11        | 3.ª        | 16.º   |
| 2011/12        | 3.ª        | 14.º   |

| Temporada | División   | Puesto |
| --------- | ---------- | ------ |
| 2012/13   | 3.ª        | 16.º   |
| 2013/14   | Reg. Pref. | 1.º    |
| 2014/15   | 3.ª        | 18.º   |
| 2015/16   | Autonómica | 2.º    |
| 2016/17   | 3.ª        | 8.º    |
| 2017/18   | 3.ª        | 18.º   |
| 2018/19   | Autonómica | -      |

## Uniforme
Camiseta roja, pantalón azul y medias rojas

## Estadio
Disputa sus partidos como local en el campo de fútbol de Iturtxipia convertido en césped artificial en 2017.